# Automeris excentricus
Automeris excentricus é uma espécie de mariposa do gênero Automeris, da família Saturniidae.

## Descrição e localização
Foi registrada na Guiana Francesa, em Saint-Laurent-du-Maroni.
Foram coletados dois machos dos quais um era "muito menor que a anterior com as asas dianteiras muito menos alongadas. Caracteriza-se pela coloração muito uniforme destas asas sobre a qual as faixas, em particular a interna, e a banda submarginal são dificilmente distintas e, pela redução da faixa externa das asas".
O macho adulto mede entre 62 a 76 mm, tendo o comprimento da asa anterior entre 33 a 40 mm.